# Компензативно образовање
Компензативно образовање су специјални школски програми за децу и одрасле који су ускраћени за могућност класичног образовања. Такође, програми који служе да подигну општи ниво образовања деци и одраслима који нису били у прилици да стекну квалификације.